# Liratilia conquisita
Liratilia conquisita är en snäckart. Liratilia conquisita ingår i släktet Liratilia och familjen Columbellidae.

## Underarter
Arten delas in i följande underarter:
- L. c. angulata
- L. c. chathamensis
- L. c. conquisita
- L. c. gracilis